# Kedington
Kedington is een civil parish in het Engelse graafschap Suffolk.